# Мишачий хвіст малий
Мишачий хвіст малий (Myosurus minimus) — вид квіткових рослин родини жовтецевих (Ranunculaceae).

## Опис
Це невелика, однорічна рослина, 2-10 см заввишки. Оцвітина квітки правильна, подвійна. Чашолистків п'ять, блідо-жовтого кольору. Біля основи чашолистка є невелика мішечкоподібна шпорка. Віночок складається з п'яти вільних жовтих пелюсток. Квітколоже довге, дуже розлоге. Тичинок багато. Вони, як і частини оцвітини, розміщені циклічно біля основи квітколожа, на якому є багато вільних маточок. Формула квітки: {\displaystyle \ast K_{5}\;C_{5}\;A_{\infty }\;G_{\infty }}.
Коли квітколоже розростається і витягується, маточки своїми приймочками торкаються пиляків і відбувається самозапилення. Цвіте у квітні-травні.

## Поширення
Вид поширений у Північній півкулі: Європі, Азії, Північній Африці та Північній Америці. В Україні зустрічається повсюдно. Росте на заплавних луках, вогкуватих місцях, як бур'ян біля доріг, на перелогах, полях.